# Poźrzadło Małe
Poźrzadło Małe [pɔˈʑʐadwɔ ˈmawɛ] (tiếng Đức: Klein Spiegel) là một ngôi làng cũ thuộc khu hành chính của Gmina Kalisz Pomorski, thuộc quận Drawsko, West Pomeranian Voivodeship, ở phía tây bắc Ba Lan. Nó nằm khoảng 20 kilômét (12 mi) phía tây Kalisz Pomorski, 25 km (16 mi) về phía tây nam của Drawsko Pomorskie và 70 km (43 mi) về phía đông của thủ đô khu vực Szczecin.
Trước năm 1945, khu vực này là một phần của Đức. Đối với lịch sử của khu vực, xem Lịch sử của Pomerania.